# 1987年飓风阿琳
飓风阿琳（英語：Hurricane Arlene）是1987年大西洋飓风季持续时间最长的热带气旋，也是该季第一场飓风和首场获命名的风暴。系统源自北卡罗莱纳州海岸沿线逐渐衰减的锋面天气系统所关联的低气压区，成型后总体保持向东移动，逐渐穿越大西洋，期间多次大幅转向。8月13日，气旋以弱热带风暴强度掠过百慕大，然后继续在海上前进。8月20日，阿琳一度停止移动，再于两天后升级成飓风。8月24日清晨，风暴在北大西洋极北洋面上空转变成温带气旋，然后回转东南，于8月26日在伊比利亚半岛附近逐渐消散。
阿琳在百慕大产生时速93公里的强风和3.7米的大浪，该岛遭受的破坏程度很轻。此时正有一位盲人在海上驾船前行，希望能成为史上首位独自穿越大西洋的盲人，飓风引起的恶劣海况和狂风在前后两天内对他的船造成价值8000美元的破坏。8月26至27日间，气旋残留还在西欧多地降下暴雨。

## 气象历史
飓风阿琳源自8月8日北卡罗莱纳州海岸沿线逐渐衰减的锋面天气系统所关联的低气压区。系统向东南方向前进，移动路线形成反气旋环路，在此期间其组织结构缓慢改善，强度也慢慢提高。到了8月10日，低气压区已逼近巴哈马，但依然杂乱无章。次日，美国国家飓风中心根据卫星图像将位于安德罗斯岛上空的天气系统归类成1987年大西洋飓风季第三号热带低气压。
受逐渐逼近美国东部的低压槽和南侧一条拉长的副热带高压脊影响，系统在成为热带气旋后转向西北，于协调世界时8月11日下午18点增强成热带风暴。但是，气象机构直至飓风猎人侦察机测得飞行高度层风速达到每小时80公里后才将气旋升级。阿琳接下来沿大西洋上空的低压槽边缘朝百慕大前进。
8月13日，阿琳因附近低压槽的制约而无法得到显著发展。下午15点左右，气旋中心从百慕大以北约89公里海域经过。数小时后，有船只在风暴中心附近测得时速121公里的狂风，但由于阿琳此时层次依然混乱，气象机构认为这样高的风速并不能代表气旋的真实强度。接下来几天里，阿琳从多个低气压系统边缘经过。8月15日，风暴已转朝东南方向移动，再于8月18日转向东北。在此期间，气旋强度继续波动，风速最低时降至每小时64公里，最高时则达到每小时105公里。

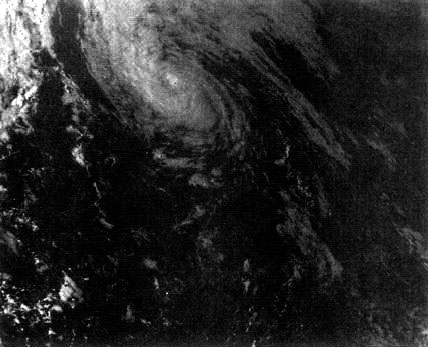
8月22日阿琳的卫星图像，可以看到内部有眼状特征存在，风暴也在这天增强成飓风。

风暴继续朝东北前进，移动速度在8月18日经过短波槽后加快。8月20日，阿琳周围的转向气流瓦解，气旋接下来24小时几乎停止移动。风暴在这段时间发展出良好的外流，强度也相应提升。随着卫星图像上出现眼状特征，美国国家飓风中心在当时的实际操作中于8月20日晚22点将阿琳升级成飓风。但经风暴过后的重新分析该机构又认定，气旋实际上直到8月22日早上6点才达到飓风标准。此时距系统最初成为热带气旋已经过了14.5天。
成为飓风后，阿琳因亚速尔群岛附近逐渐增强的高气压区影响而快速北上。不久后，气旋达到风力时速121公里，最低气压987毫巴（百帕，29.15英寸汞柱）的最高强度。风暴继续急速北上，开始因北太平洋寒冷洋面上空的斜压区影响而逐渐朝温带气旋转变，转变过程于8月24日凌晨0点完成。阿琳的温带残留继续沿高气压天气系统边缘行进，于次日转向东南。到8月26日时，系统的结构已经越来越混乱，难以在卫星图像上准确定位，最终于下午18点在葡萄牙近海消散。

## 防灾措施和影响

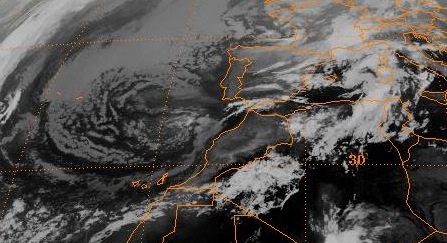
8月27日，阿琳的残留到达伊比利亚半岛附近。

热带风暴阿琳逼近百慕大之际，有关部门建议岛上居民注意防范，加固住房，气象部门之后很快向岛上发布热带风暴公告。8月12日，百慕大全岛因气旋的外围雨带影响出现狂风天气。风暴在岛上产生的最高降雨量为42毫米。此时有一位盲人正在海上驾船前行，希望能成为史上首位独自穿越大西洋的盲人。8月14日，他的船在海上遭遇风暴正面袭击，全长11米的“大开眼界号”单桅纵帆船受到3.7米大浪和时速97公里大风的冲击，迫使他赶往百慕大港口躲避，船体也因气旋受到价值约8000美元的破坏。8月14日，阿琳从百慕大近海掠过，岛上降下瓢泼大雨，还受到时速93公里的阵风和3.7米的大浪冲击。不过风暴中心自始至终远离海岸，所以岛上遭受的破坏程度很轻。8月26日，阿琳的温带残留对西班牙产生影响，罗塔降下32毫米雨量，打破1971年创下的8月降雨量最高纪录。气旋的残留湿气继续经过地中海，再于8月27日令意大利普降暴雨。